# Hartreeho–Fockova metoda
Hartreeho–Fockova metoda se využívá ve výpočetní chemii a fyzice, pro kvantové systémy interagujících částic. Jedná se o aproximativní metodu vycházející z variačního principu v kvantové mechanice.

## Řešení HF
Chceme-li získat celkovou energii pro mnohaelektronový systém, využijeme Bornovy–Oppenheimerovy aproximace.
| {\displaystyle {\hat {H}}_{el}={\hat {T}}_{e}+{\hat {V}}_{en}+{\hat {V}}_{ee}.} | \| \| \| \| \| \| \| \| | (1) |
|                                                                                 |                         |     |
|                                                                                 |                         |     |

Člen {\displaystyle V_{nn}} jsme vypustili, jelikož se jedná o konstantní příspěvek k celkové energii.
Pro zjednodušení zápisu zavedeme operátor
| {\displaystyle {\hat {H}}_{core}=-{\frac {\hbar ^{2}}{2m_{e}}}\Delta _{i}-\sum _{A=1}^{M}{\frac {Z_{A}e^{2}}{4\pi \epsilon _{0}\vert \mathbf {r} _{i}-\mathbf {R} _{A}\vert }},} | \| \| \| \| \| \| \| \| | (2) |
| |                         |     |
| |                         |     |

kde {\displaystyle {\hat {H}}_{core}} představuje kinetickou energii elektronu a potenciální energii coulombického přitahování elektron-jádro.
Dále tedy řešíme Schrödingerovu rovnici, pro kterou využijeme Hartreeho–Fockovu (HF) metodu.
Popis interakce všech elektronů mezi sebou komplikuje řešitelnost mnohaelektronového problému.
Pro zjednodušení se tedy uvažuje zprůměrované elektrostatické pole neboli, že se jeden elektron pohybuje v efektivním potenciálu ostatních elektronů.
Hartreeho–Fockova metoda pro mnohaelektronový systém předpokládá nejjednodušší antisymetrickou vlnovou funkci, a to jeden Slaterův determinant pro {\displaystyle N} elektronů, které se nacházejí v základním stavu.
Tvar Slaterova determinantu budeme zkráceně zapisovat jako
| {\displaystyle \Psi _{0}\equiv \Psi _{0}(\mathbf {x} _{1},\mathbf {x} _{2},\ldots ,\mathbf {x} _{N})=\vert \chi _{1}(\mathbf {x} _{1})\chi _{2}(\mathbf {x} _{2})\ldots \chi _{N}(\mathbf {x} _{N})\rangle ,} | \| \| \| \| \| \| \| \| | (3) |
| |                         |     |
| |                         |     |

kde normalizační faktor není zapsán, ale je brán v úvahu.
Podle variačního principu hledáme takovou funkci, která dává nejnižší možnou energii
| {\displaystyle E_{0}^{HF}=\langle \Psi _{0}\vert {\hat {H}}\vert \Psi _{0}\rangle .} | \| \| \| \| \| \| \| \| | (4) |
|                                                                                      |                         |     |
|                                                                                      |                         |     |

Dále se využije předpokladu normalizace jednoelektronových vlnových funkcí.
Minimalizací {\displaystyle E_{0}^{HF}} vzhledem k volbě spinových orbitalů, které jsou během výpočtu ortgonalizovány, lze vyvodit Hartreeho–Fockovy rovnice,
| {\displaystyle {\hat {f}}(\mathbf {x} _{i})\chi (\mathbf {x} _{i})=\epsilon _{i}\chi (\mathbf {x} _{i}),} | \| \| \| \| \| \| \| \| | (5) |
| |                         |     |
| |                         |     |

kde Fockův operátor {\displaystyle {\hat {f}}} (Fockián) je roven
| {\displaystyle {\hat {f}}(\mathbf {x} _{i})={\hat {H}}_{core}+\nu ^{HF}(\mathbf {x} _{i}).} | \| \| \| \| \| \| \| \| | (6) |
|                                                                                             |                         |     |
|                                                                                             |                         |     |

Člen {\displaystyle \nu ^{HF}} lze rozepsat následovně
| {\displaystyle \nu ^{HF}(\mathbf {x} _{i})=\sum _{j}{\Biggr (}\int {\frac {\left\vert \psi _{j}(\mathbf {r} ^{\prime })\right\vert ^{2}}{\vert \mathbf {r} -\mathbf {r} ^{\prime }\vert }}\psi _{i}(\mathbf {r} )\mathrm {d} \mathbf {r} ^{\prime }-\delta (\omega _{i},\omega _{j})\int {\frac {\psi _{j}^{\ast }(\mathbf {r} ^{\prime })\psi _{i}(\mathbf {r} ^{\prime })}{\vert \mathbf {r} -\mathbf {r} ^{\prime }\vert }}\psi _{j}(\mathbf {r} )\mathrm {d} \mathbf {r} ^{\prime }{\Biggl )},} | \| \| \| \| \| \| \| \| | (7) |
| |                         |     |
| |                         |     |

kde první člen popisuje coulombickou a druhý člen výměnnou interakci {\displaystyle i}-tého elektronu se zprůměrovaným elektrostatickým polem ostatních elektronů.
Kroneckerovo delta (argument u Kroneckerovy delty jsou spinová čísla elektronů), a tedy i výměnná interakce se uplatní jen u elektronů se stejným spinem .
Fockovy rovnice představují soustavu nelineárních integrodiferenciálních rovnic.
Řešení se hledá iterativním způsobem, kdy na začátku volíme přibližnou vlnovou funkci {\displaystyle \chi _{i}}, kterou dosadíme do rovnice (5).
Řešením (5) získáme novou vlnovou funkci {\displaystyle \chi _{i}}, kterou zase dosadíme do rovnice (5).
Tento postup aplikujeme do té doby, než se funkce {\displaystyle \chi _{i}} nemění.
Jedná se o iterační proces, který se nazývá "self-konzistentní" procedura nebo metoda "self-konzistentního pole" (SCF, z angl. self-consistent field).

## Úvod do bází
Pro popis vlnové funkce atomového orbitalu potřebujeme nějakou jednoduchou matematickou funkci, jelikož přesné tvary vlnové funkce atomových orbitalů obecně neznáme přesně kromě pár jednoelektronových systémů.
Jedním z možných přístupů je využití Slaterových orbitalů (STO, z angl. Slater Type Orbitals), které mají tvar exponenciálních funkcí, ale jejich nevýhodou je, že ne pro všechny integrály těchto funkcí existuje analytické řešení.
Požadavek, aby takové integrály byly řešeny numerickými metodami, výrazně omezuje jejich užitečnost v molekulárních systémech jakékoli významné velikosti . 
Ve výpočetní chemii se pro aproximaci STO používá Gaussových funkcí.
Boys  poprvé navrhl Gaussovou funkci tvaru
| {\displaystyle G=x^{l}y^{m}z^{n}e^{-\alpha r^{2}},} | \| \| \| \| \| \| \| \| | (8) |
|                                                     |                         |     |
|                                                     |                         |     |

kde {\displaystyle \alpha } představuje parametr, který je určen konkrétním atomem a orbitalem (1s, 2s,...), a {\displaystyle r} je velikost (délka) elektronového polohového vektoru {\displaystyle \mathbf {r} } od počátku, většinou umístěného do jádra atomu.
Součet mocnin {\displaystyle l,m,n} kartézských proměnných určuje řád Gaussových funkcí.
Gaussovy funkce, které představují orbitaly Gaussova typu (GTO, z angl. Gaussian Type Orbitals), s jejich asymptotickým chováním ale neodpovídají fyzikálně korektním STO, takže se využívá lineární kombinace Gaussových funkcí.
Výhodou použití Gaussových funkcí je, že ze součinu dvou Gaussových funkcí dostaneme zase Gaussovu funkci a pro jejich integrály jsou známa analytická řešení.
Pomocí lineární kombinace atomových orbitalů může být každá molekulární orbita napsána ve tvaru
| {\displaystyle \psi _{i}=\sum _{\mu }^{M}C_{\mu i}\phi _{\mu },} | \| \| \| \| \| \| \| \| | (9) |
|                                                                  |                         |     |
|                                                                  |                         |     |

kde {\displaystyle M} je počet atomových orbitalů, {\displaystyle \phi _{\mu }} jsou bázové funkce a {\displaystyle C_{\mu i}} jsou variační koeficienty.
Bázový set je obvykle popsán jako minimální, jestliže obsahuje pouze atomové orbitaly pro obaly plně obsazené nebo částečně obsazené pro daný atom v základním stavu.
Větší množiny bází jsou obvykle nazývány rozšířené a poskytují větší flexibilitu molekulárně-orbitálnímu popisu.
V praktických výpočtech jsou bázové funkce často vybrány jako kontrahované Gaussovy funkce , u kterých se během výpočtu konstanty a koeficienty zadané na začátku výpočtu nemění s cílem co nejvěrněji reprezentovat STO orbitaly. 
Kontrahovaná funkce {\displaystyle \phi _{\mu }^{CGF}} má tvar
| {\displaystyle \phi _{\mu }^{CGF}(\mathbf {r} )=\sum _{l}^{L}d_{\mu l}G_{l}(\alpha _{l\mu },\mathbf {r} ),} | \| \| \| \| \| \| \| \| | (10) |
| |                         |      |
| |                         |      |

kde {\displaystyle L} je délka kontrakce a {\displaystyle d_{\mu l}} jsou pevně stanovené konstanty dané báze. Celkově lze pak pro molekulový orbital psát
| {\displaystyle \psi _{i}=\sum _{\mu }^{M}C_{\mu i}\phi _{\mu }^{CGF}=\sum _{\mu }^{M}C_{\mu i}\sum _{l}^{L}d_{\mu l}G_{l}.} | \| \| \| \| \| \| \| \| | (11) |
| |                         |      |
| |                         |      |

Zadané Gaussové funkce mohou být například
| {\displaystyle {\begin{aligned}G_{1s}(\alpha ,\mathbf {r} )&=(2\alpha /\pi )^{3/4}e^{-\alpha r^{2}},\\G_{2px}(\alpha ,\mathbf {r} )&=(128\alpha ^{5}/\pi ^{3})^{1/4}xe^{-\alpha r^{2}},\end{aligned}}} | \| \| \| \| \| \| \| \| | (12) |
| |                         |      |
| |                         |      |

které jsou už normalizované.
Ve výpočetní chemii se využívá množství různých bází, s různými vlastnostmi jejich přehled lze například nalézt na gaussian.com/basissets/.

## Roothaanovy rovnice
Roothaan  vytvořil metodu pro řešení Hartreeho–Fockových rovnic, a to rozvojem molekulových orbitalů do báze atomových orbitalů podle rovnice (9)
Problém se tedy zjednoduší od hledání funkcí jen k hledání číselných koeficientů {\displaystyle C_{\mu i}}.
Hartreeho–Fockovu rovnici transformujeme na maticovou rovnici
| {\displaystyle \mathbf {F} \mathbf {C} ={\boldsymbol {\varepsilon }}\mathbf {S} \mathbf {C} ,} | \| \| \| \| \| \| \| \| | (13) |
|                                                                                                |                         |      |
|                                                                                                |                         |      |

ve které bez ztráty na obecnosti můžeme uvažovat, že {\displaystyle {\boldsymbol {\varepsilon }}} je diagonální matice s reálnými diagonálními prvky {\displaystyle \epsilon _{i}}
| {\displaystyle \mathbf {F} \mathbf {C} _{i}=\epsilon _{i}\mathbf {S} \mathbf {C} _{i}.} | \| \| \| \| \| \| \| \| | (14) |
|                                                                                         |                         |      |
|                                                                                         |                         |      |

## Varianty HF

### Restricted Hartree–Fock
Jelikož se ve spoustě molekul nachází sudý počet elektronů, můžeme tedy předpokládat, že prostorové složky spinorbitalu jsou pro každý člen dvojice elektronů totožné.
Kvůli Pauliho vylučovacího principu ale musí být jejich spinové stavy různé.
Zatímco drtivá většina molekul může být popsána elektronovou konfigurací pro uzavřenou slupku (closed shell), to znamená, že všechny elektrony jsou párovány, existuje několik důležitých tříd molekul s jedním nebo více nepárovými elektrony, takové molekuly obsahují lichý počet elektronů a označují se jako otevřené (open shell).
Takzvané volné radikály jsou jistě nejznámější . Restricted HF (RHF) výpočty pro uzavřené slupky vnucují každý elektronový pár do jediného prostorového orbitalu, zatímco unrestricted výpočty s otevřenou slupkou používají oddělené prostorové orbitaly pro spin nahoru a spin dolů.

### Unrestricted Hartree–Fock
Pro výpočet elektronových stavů molekul s otevřenou slupkou, Pople a Nesbet vyvinuli metodu unrestricted Hartree–Fock (UHF), která u výpočtů s otevřenou slupkou používá oddělené prostorové orbitaly elektronů pro spin nahoru a spin dolů (resp. spinové funkce {\displaystyle \alpha } a {\displaystyle \beta }). 
V metodě UHF se rovnice (14) přemění na rovnice pro elektrony se spinem {\displaystyle \alpha } a {\displaystyle \beta } následovně
| {\displaystyle {\begin{aligned}\mathbf {F} ^{\alpha }\mathbf {C} _{i}^{\alpha }&=\epsilon _{i}^{\alpha }\mathbf {S} \mathbf {C} _{i}^{\alpha },\\\mathbf {F} ^{\beta }\mathbf {C} _{i}^{\beta }&=\epsilon _{i}^{\beta }\mathbf {S} \mathbf {C} _{i}^{\beta }.\end{aligned}}} | \| \| \| \| \| \| \| \| | (15) |
| |                         |      |
| |                         |      |

Využití dvou zcela samostatných množin orbitalů pro elektrony se spinem {\displaystyle \alpha } a {\displaystyle \beta } znamená, že spárované elektrony nebudou mít stejné prostorové rozložení.
Tím se do výpočtu zavede jistý zdroj nepřesnosti, který se nazývá spinová kontaminace (spin contamination), tzn. že vlnová funkce již není vlastní funkcí celkového spinu {\displaystyle {\hat {\mathbf {S} }}^{2}}, ledaže je rovna řešení RHF .
Spinová kontaminace se odvíjí od daného systému a může představovat zanedbatelnou chybu nebo může být dostatečně velká, aby výsledky byly nepoužitelné pro daný systém.
Jako kontrola přítomnosti spinové kontaminace většina ab initio programů vypíše očekávanou hodnotu celkového spinu {\displaystyle {\hat {\mathbf {S} }}^{2}}.
Pokud se ve výpočtu nevyskytne spinová kontaminace, pak by měla být hodnota stejná jako {\displaystyle s(s+1)}, kde {\displaystyle s} se rovná {\displaystyle 1/2} násobku počtu nespárovaných elektronů .

### Restricted open-shell Hartree–Fock
Jako další řešení pro systémy s otevřenými slupkami je metoda restricted open-shell Hartree–Fock (ROHF) 
. 
Používá dvakrát obsazené molekulární orbitaly s párovými elektrony co nejvíce a potom jednotlivě obsazené orbitaly pro nepárové elektrony.
Metoda ROHF je obtížněji implementovatelná než UHF a může vyžadovat více výpočetního času k provedení.
ROHF se používá především pro případy, kdy je systém velmi zatížen spinovou kontaminací použitím UHF.

## Přesnost HF
Přesného výsledku Hartreeho–Fockovy metody bychom mohli dosáhnout pouze použitím nekonečně velké báze.
V praxi se používá konečná báze s {\displaystyle K} bázovými funkcemi, která vede k energii poněkud vyšší než by odpovídalo při použití nekonečné báze.
Čím větší množina bázových funkcí bude, tím získáme nižší energii {\displaystyle E_{0}^{HF}} pro Hartreeho–Fockovu metodu.
Limita nekonečně velké báze metody HF se nazývá Hartreeho–Fockova limita , která se liší od energie {\displaystyle E} přesného řešení Schrödingerovy rovnice o korekci, která se nazývá korelační energie a v metodě HF není přítomna z důvodu zavedení středního pole, které elektronové korelace "průměruje".